# In Your House 9: International Incident
In Your House 9: International Incident è stato un evento prodotto dalla World Wrestling Federation e si svolse il 21 luglio 1996 al General Motors Place di Vancouver, Canada.

## Risultati
| #            | Risultati | Stipulazioni           | Durata |
| ------------ | --- | ---------------------- | ------ |
| Free for All | Justin Bradshaw ha sconfitto Savio Vega | Single match           | 04:44  |
| 1            | The Bodydonnas (Skip e Zip) sconfiggono The Smoking Gunns (Bart e Billy Gunn)                                                                                           | Tag team match         | 13:05  |
| 2            | Mankind sconfigge Henry O. Godwinn | Single match           | 06:54  |
| 3            | Steve Austin ha sconfitto Marc Mero (con Sable) | Single match           | 10:48  |
| 4            | The Undertaker ha sconfitto Goldust per squalifica | Single match           | 12:07  |
| 5            | Camp Cornette (Vader, Owen Hart e The British Bulldog (con Jim Cornette) ha sconfitto The People's Posse (Shawn Michaels, Sycho Sid e Ahmed Johnson (con Josè Lothario) | Six-man tag team match | 24:32  |